# Oksana Ljapina
Oksana Vasil'evna Ljapina (in russo Оксана Васильевна Ляпина?; Armavir, 28 aprile 1980) è un'ex ginnasta russa.

## Palmarès

### Olimpiadi
- 1 medaglia:
  - 1 argento (Atlanta 1996 nel concorso a squadre)

### Europei
- 1 medaglia:
  - 1 argento (Birmingham 1996 nel concorso a squadre)